# Ashleigh Southern

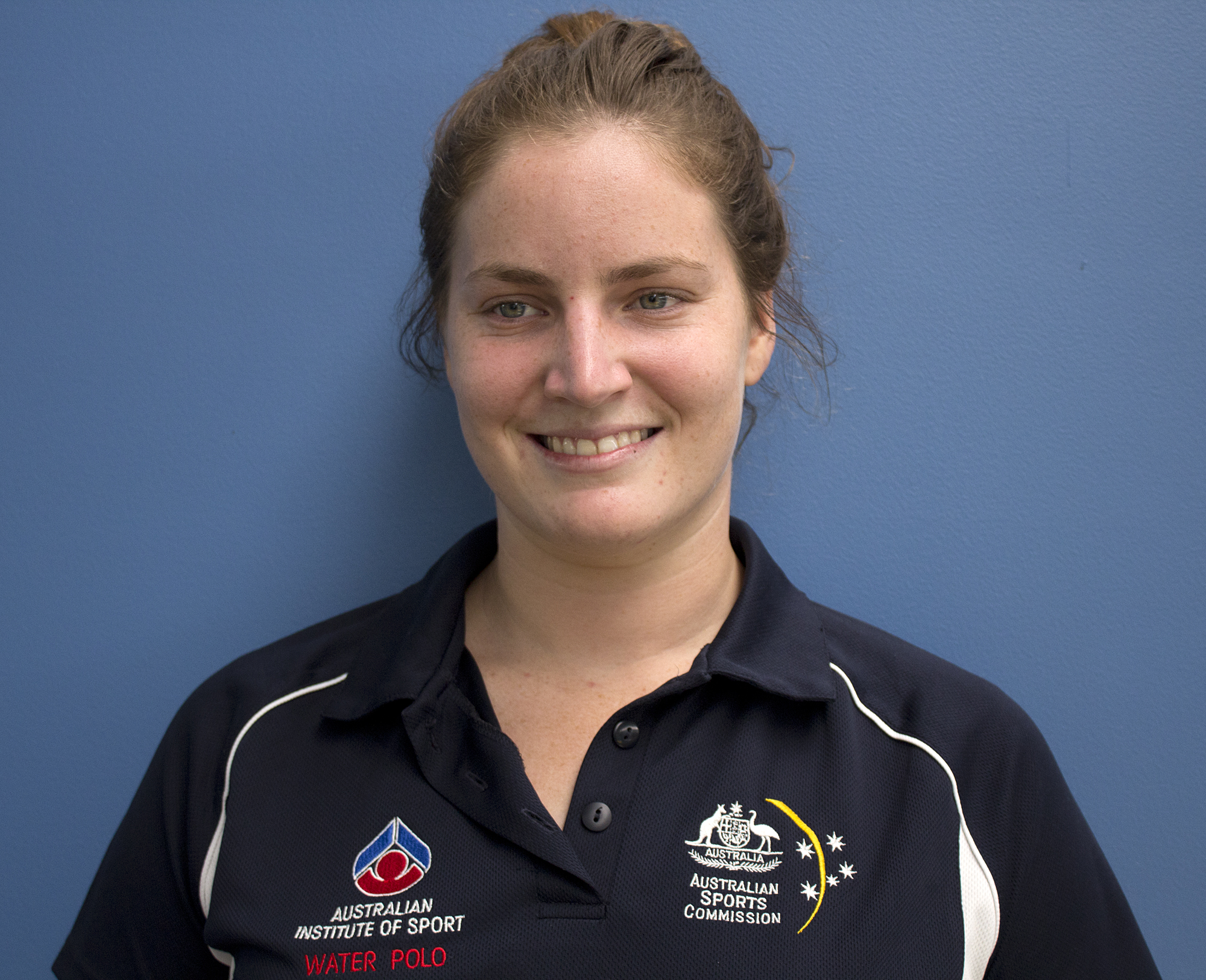
Ashleigh Southern.

Ashleigh Southern (22 de octubre de 1992 en Ingham, Queensland) es una jugadora de waterpolo de Australia. Ella es actualmente una estudiante en Brisbane North Institute of TAFE y estudia justicia criminal. En waterpolo, es una delantera centro o tiradora exterior que ha representado a Australia en la secundaria y los equipos nacionales de alto nivel. Ella ganó una medalla de oro en el Festival Olímpico de la Juventud 2009, una medalla de plata en la Copa Mundial Femenina de waterpolo de la FINA 2010, una medalla de bronce en la FINA World League 2011 y una medalla de bronce en el Campeonato mundial junior 2011. Ha sido seleccionada para el equipo nacional de waterpolo femenino de los Juegos Olímpicos de 2012 en Australia. Ella juega waterpolo de club para el Brisbane Barracudas, donde ganó un campeonato de la liga en 2010.

## Vida personal
Nació el 22 de octubre de 1992 en Ingham, Queensland. Ella es de 188 cm (6 pies 2 pulgadas) de altura, y es diestra. Ha asistido a Cardwell State School y Gilroy Santa Maria College. Ella vive en Cardwell, Queensland y asiste al Instituto Norte Brisbane de TAFE, donde está estudiando para un diploma de Justicia. Southern has a brother who has represented Australia on the junior national team. Tiene un hermano que ha representado a Australia en el equipo nacional junior. A finales de 2011, tenía una lesión en el codo.